# إنريك بي
إنريك بي (بالإسبانية: Enric Pi) (20 مايو 1983 بجرانوليريس في إسبانيا - ) هو لاعب كرة قدم إسباني في مركز الوسط. لعب مع ريال مايوركا ب ونادي بادالونا ونادي ريوس ديبورتيو ونادي كارتاخينا ونادي ياغوستيرا وUD Lanzarote ‏ وCD Teruel ‏ وCE Premià ‏ وEC Granollers ‏ ونادي أوروبا (إسبانيا) ونادي سان أندرو.

## روابط خارجية
- إنريك بي على موقع قاعدة بيانات كرة القدم.إي يو (الإنجليزية)
- إنريك بي على موقع Soccerway.com (الإنجليزية)
- إنريك بي على موقع عالم كرة القدم.نت (الإنجليزية)
- إنريك بي على موقع GSA (الإنجليزية)